# Imatge en la imatge

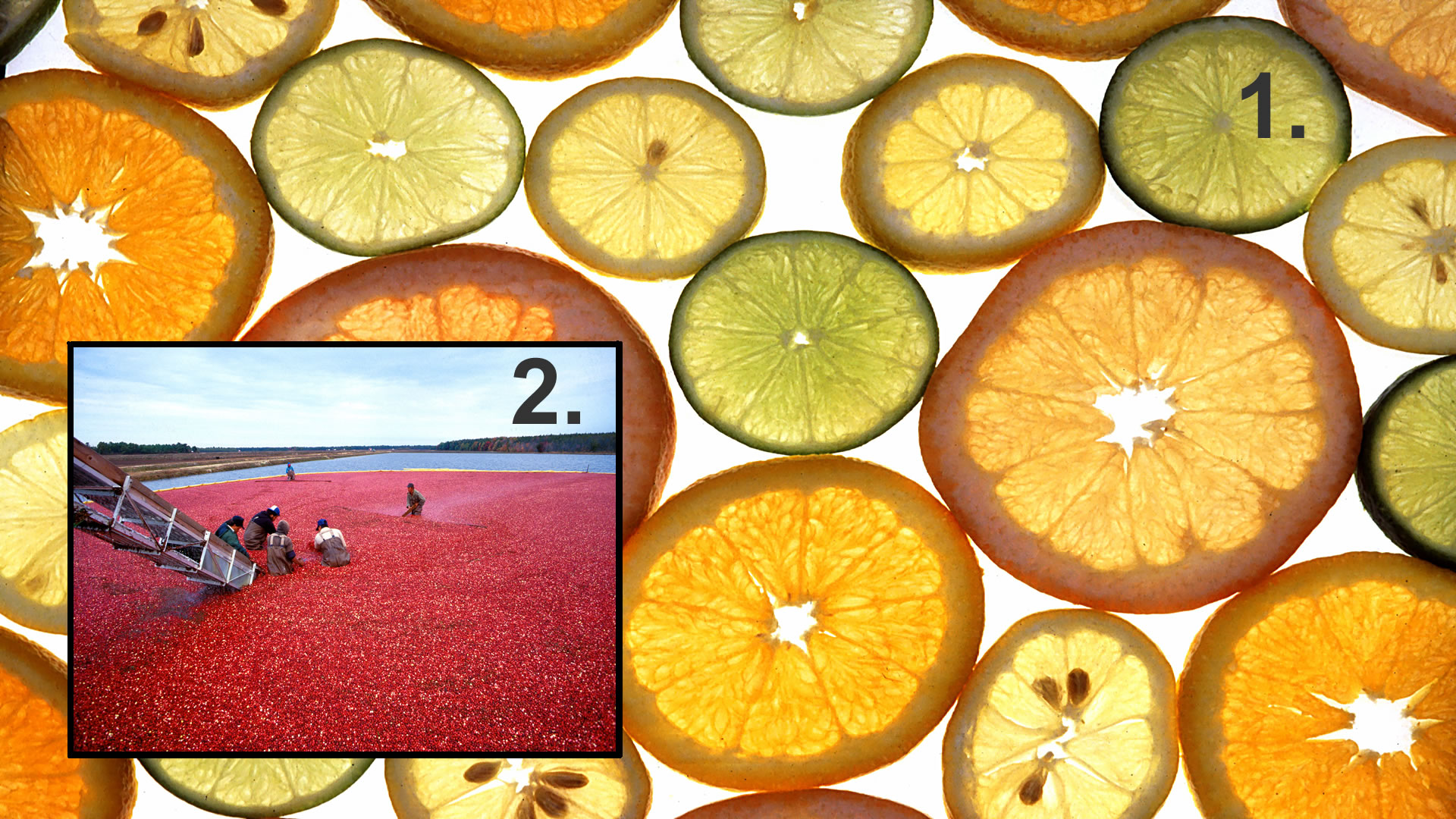
Exemple de PIP: dues imatges que es transmeten simultàniament

Picture-in-picture (PiP) és una característica que es pot trobar als receptors de televisió, ordinadors personals i telèfons intel·ligents, que consisteix en un flux de vídeo que es reprodueix dins d'una finestra inserida, alliberant la resta de la pantalla per a altres tasques. Un canal de televisió és mostrat a pantalla completa mentre que un altre és mostrat en una finestra menor. El so escoltat generalment correspon al programa principal.
Per poder veure dos programes diferents de TV, el televisor ha de comptar amb dos sintonitzadors independents o fonts de senyal per subministrar la imatge gran i la petita. Els televisors PiP de dos sintonitzadors tenen un segon sintonitzador integrat, però un televisor PiP d'un sol sintonitzador requereix una font de senyal externa, que pot ser un sintonitzador extern, una gravadora de videocassets, un reproductor de DVD, un sintonitzador de cable, un Blu-Ray, una càmera de seguretat, etc... La imatge en imatge s'utilitza sovint per veure un programa mentre s'espera que en comenci un altre o que acabin els anuncis.

## Història
Afegir una imatge a una imatge existent es va fer molt abans que PiP assequible estigués disponible als productes de consum. El primer PiP es va veure a la cobertura televisiva dels Jocs Olímpics d'estiu de 1976 on es va utilitzar un dispositiu digital Quantel per a inserir una imatge de primer pla de la flama olímpica durant la cerimònia d'obertura. El 1980, NEC va presentar el seu televisor "Popvision" (CV-20T74P)  al Japó amb una funció rudimentària d'imatge a banda: un 6" (15 cm) CRT i sintonitzador van complementar el conjunt de 20" (50 cm) pantalla. El seu preu era de 298.000 ¥ MSRP, equivalent a uns 1.200 $ (a 1 $ = 250 ¥ ), i 1.200 $ el 1980 tenien un poder adquisitiu aproximat de 3.000 $ el 2007  .
Una de les primeres implementacions de la imatge en imatge per als consumidors va ser el descodificador Multivision ; no va ser un èxit comercial. Més tard, PiP va estar disponible com a característica dels receptors de televisió avançats.
La primera implementació generalitzada per al consumidor de la imatge en imatge va ser produïda per Philips el 1983 als seus televisors de gamma alta. Una entrada de vídeo o RF independent estava disponible a la part posterior del conjunt i es mostrava en blanc i negre a una de les quatre cantonades de la pantalla. Els televisors de l'època encara eren de format analògic, i les versions anteriors del PiP implementades en analògic eren massa cares. La nova tecnologia digital va permetre digitalitzar el segon senyal de vídeo i guardar-lo en un xip de memòria digital, i després reproduir-lo en una versió mini. Tot i que la nova tecnologia no era prou bona per a la visualització en color o a pantalla completa, proporcionava una funció PiP de baix cost.
Les especificacions de Blu-ray Disc i HD DVD incloïen imatge en imatge, permetent als espectadors veure, per exemple, el comentari del director sobre una pel·lícula que estan veient. Tots els títols de Blu-ray Disc dels anys 2006 i 2007 que tenien una pista PiP utilitzaven dues codificacions HD separades, amb una de les codificacions HD inclosa una pista PiP codificada en dur. A partir de l'any 2008 es van començar a llançar títols de Blu-ray Disc que utilitzen una pista de vídeo HD i una SD que es poden combinar amb un reproductor Bonus View o BD-Live. Aquest mètode utilitza menys espai en disc, la qual cosa permet afegir PiP més fàcilment a un títol. Diversos estudis han llançat títols Bonus View PiP Blu-ray Disc el 2008 com Aliens vs. Predator: Requiem, Resident Evil: Extinction, V for Vendetta i War.
Alguns llocs web de reproducció de vídeo poden minimitzar un flux de vídeo de la mateixa manera quan navegueu fora de la pàgina de reproducció. Alguns navegadors web (inclosos Google Chrome, Firefox i Safari) proporcionen API o funcions similars que permeten obrir un vídeo en reproducció en una superposició emergent sobre altres aplicacions. Els sistemes operatius mòbils Android (a partir d'Android 8.0) i iOS (a partir d' iOS 14) també proporcionen API natives per a superposicions d'imatge a imatge.
L'any 2011, després que DirecTV va llançar l'HR34 Home Media Center HD DVR, Picture in Picture es va introduir a tots els models HD DVR en endavant, la funció té cinc opcions: superior esquerra, superior dreta, inferior dreta, inferior esquerra i side-by-side.